# Liste des députés européens d'Irlande (pays) de la 10e législature
Cet article présente la liste des députés européens d'Irlande élus lors des élections européennes de 2024 en Irlande.

## Députés européens élus en 2024
| Nom                | Circonscription élective | Parti | Parti                | Groupe parlementaire européen | Groupe parlementaire européen |
| ------------------ | ------------------------ | ----- | -------------------- | ----------------------------- | ----------------------------- |
| Barry Andrews      | Dublin                   |       | Fianna Fáil          | RE                            |                               |
| Regina Doherty     | Dublin                   |       | Fine Gael            | PPE                           |                               |
| Lynn Boylan        | Dublin                   |       | Sinn Féin            | GUE-NGL                       |                               |
| Aodhán Ó Ríordáin  | Dublin                   |       | Parti travailliste   | S&D                           |                               |
| Luke Ming Flanagan | Midlands–North-West      |       | Indépendant          | GUE-NGL                       |                               |
| Maria Walsh        | Midlands–North-West      |       | Fine Gael            | PPE                           |                               |
| Nina Carberry      | Midlands–North-West      |       | Fine Gael            | PPE                           |                               |
| Ciaran Mullooly    | Midlands–North-West      |       | Irlande Indépendante | RE                            |                               |
| Seán Kelly         | South                    |       | Fine Gael            | PPE                           |                               |
| Billy Kelleher     | South                    |       | Fianna Fáil          | RE                            |                               |
| Cynthia Ní Mhurchú | South                    |       | Fianna Fáil          | RE                            |                               |
| Kathleen Funchion  | South                    |       | Sinn Féin            | GUE-NGL                       |                               |
| Michael McNamara   | South                    |       | Indépendant          | RE                            |                               |